# Ervey González Díaz
Ervey González Díaz (Rosales, Coahuila, 16 de octubre de 1885 - Cuernavaca, Morelos, 11 de mayo de 1941) fue un militar que participó en la Revolución mexicana. Como miembro del ejército, combatió la Rebelión delahuertista y la Guerra Cristera.

## Biografía
Los padres de Ervey González Díaz fueron Manuel González Flores y Teresita Díaz de González. Estudió primaria en su natal Rosales, hoy Villa Unión, Coahuila, y en dos lugares de Nuevo León: Lampazos y Monterrey. En esta última ciudad estuvo en el Colegio Hidalgo. Desde muy joven, se dedicó a la agricultura y a la ganadería. Tuvo dos matrimonios: el primero con Jacoba Pérez y el segundo con  Margarita Flores Tejada.

## Participación en la Revolución
En 1913, al enterarse de los asesinatos del primer mandatario Francisco I. Madero y del vicepresidente José María Pino Suárez, siendo presidente municipal de su natal Rosales, desconoció el régimen de Victoriano Huerta y el 7 de abril organizó un escuadrón de cien hombres armados que se incorporó a las fuerzas del Ejército Constitucionalista, donde fue nombrado capitán 1.° de caballería por Venustiano Carranza. Bajo las órdenes de Carranza, se enfrentó a fuerzas federales en Monclova (Coahuila) y en dos hechos de armas significativos en Nuevo León: el de Salinas Victoria y el llamado la otra batalla de Monterrey.
La otra batalla de Monterrey tuvo lugar entre el 23 y 24 de octubre de 1913, cuando las tropas carrancistas se enfrentaron a las huestes del gobernador de Nuevo León Salomé Botello, formadas por las brigadas obreras de las fábricas regiomontanas, conocidas como Defensa Social de Monterrey, y los refuerzos del ejército federal. Tras duros combates, el primer día los revolucionarios tenían casi el triunfo asegurado. Las fuerzas del general Jesús Carranza se apoderaron de la Cervecería Cuauhtémoc y replegaron a los defensores. Una vez en las instalaciones "tomaron" el inventario existente y se enborracharon. Al día siguiente, su estado les impidió continuar el avance sobre la ciudad, de donde fueron expulsados. Tomaron la urbe hasta abril del año siguiente.
El 14 de abril de 1914 el capitán González Díaz y sus fuerzas se integraron al cuartel de Jesús Carranza, hermano de don Venustiano. Ahí desempeñó el cargo de jefe de escolta personal. El 16 de octubre de 1914, ascendió al grado de teniente coronel, debido a sus méritos en campaña. Cuando son Jesús fue comisionado como jefe de operaciones en el Istmo de Tehuantepec, se trasladaron a la zona de Veracruz y Oaxaca.
El 11 de enero de 1915 Jesús Carranza fue hecho prisionero en San Jerónimo, Oaxaca por el general Alfonso Santibáñez, quién lo fusiló junto con su estado mayor. Consumados los hechos, a mediados de año don Venustiano nombró a Ervey González Díaz jefe de su escolta personal.
En junio de 1915, tras la ruptura de Venustiano Carranza y Pancho Villa,  recibió el mando del 5.º regimiento de Caballería, desde donde se enfrentó a los villistas, tanto en Sabinas y Piedras Negras, Coahuila, como en Santa Rosalía, Chihuahua. Tras el triunfo de los Constitucionalistas, en 1917, solicitó licencia por dos años. Al término de la misma, en abril de 1919 se reincorporó al ejército con grado de Coronel de Infantería. En junio de 1920, se trasladó al Departamento de Caballería, donde desempeñó diversas funciones hasta diciembre de 1923.

## Contra la Rebelión delahuertista y la Guerra Cristera
En enero de 1924 González Díaz fue comisionado al estado mayor del General Joaquín Amaro, entonces jefe de los campos de concentración en Celaya, Guanajuato. En esa posición combatió a los delahuertistas en Michoacán y Jalisco. En este último estado, el 8 de mayo de 1924, participó en la toma de la Hacienda El Rodeo, donde se rindieron los generales rebeldes Petronilo Flores y Leonardo Esquivel. En diciembre de ese mismo año el Congreso de la Unión lo condecoró con el Voto de confianza y simpatía.
El 21 de febrero de 1925, a solicitud del general Amaro, ascendió al grado de general brigadier,concedido por la Secretaría de Guerra y Marina y ratificado por el presidente Plutarco Elías Calles. Bajo las órdenes del Gral. Andrés Figueroa combatió a las fuerzas cristeras en Atemajac de Brisuela y Cerro del Fraile, Jalisco; en Mezquite Gordo, Guanajuato; y en Jiquilpan, Huachirán y Lombardía, en el estado de Michoacán.

## Carrera militar en tiempos de paz
Los cargos y comisiones que recibió lo llevaron a diversas partes del país, desde Pachuca, Hidalgo, hasta la Ciudad de México. Algunos de sus cargos fueron:
- jefe del Estado Mayor de la 28.ª, 16.ª y 4.ª zona militar;
- comandante del 87.° regimiento de caballería;
- jefe de la Guarnición de la plaza de Nogales (Sonora);
- jefe de la Guarnición de Acapulco (Guerrero).

Obtuvo las condecoraciones de Perseverancia de 5a y 4a clases y en 1940 fue reconocido oficialmente como Veterano de la Revolución. El 16 de julio de ese año fue agregado a la comandancia de la guarnición de la plaza de Piedras Negras, cargo que desempeñó hasta su muerte, en 1941.